# Sougambus
Sougambus là một chi nhện trong họ Linyphiidae.